# Бурлаки на Волзі
«Бурлаки́ на Волзі» (рос. Бурлаки на Волге) — картина українського художника Іллі Рєпіна, написана у 1872—1873 роках.
У 1868 році Ілля Юхимович Рєпін, плаваючи на річці Неві в Санкт-Петербурзі, побачив бурлаків, що тягнуть баржі. Побачивши цих нещасних людей, він був приголомшений. Після двох поїздок на Волгу і безпосереднього знайомства з багатьма баржами він намалював це монументальне полотно. Рєпін піднімає сцену, яка часто спостерігається в реальному житті, у широкому узагальненні, зберігаючи свіжість спонтанного враження життя та відчуття просторів Волги та сонячного світла.
Картина писалась у районі гори Лобач у Татарстані неподалік місця злиття з річкою Кама. Група бурлаків рухається повільно вздовж піщаного берега великої річки.